# 松根マサト
松根マサト（まつねまさと）は、日本の男性アニメーション監督、脚本家、ラジオパーソナリティ。沖縄県出身、福井県育ち。アリスフロムジャパン株式会社代表取締役。

## 経歴
UIデザイナー出身のアニメーション監督。フリーランスのグラフィックデザイナーとして独立後、デザイン事務所であるアリスフロムジャパン株式会社を創業。モーショングラフィックスを活用したゲームやアニメのオープニング映像制作に携わるほか、これまでに多数の作品で監督や脚本を務めている。
また、アニメ制作の現場や業界のトレンドを、業界に携わるゲストを招いて紹介するラジオ番組「夕やけホッとTIME【アニメトマツネ！】」にてラジオパーソナリティを務めている。

## 参加作品

### テレビアニメ

#### 2013年
- ダンガンロンパ 希望の学園と絶望の高校生（オープニング映像監督）

#### 2015年
- ケイオスドラゴン 赤竜戦役　（監督）

#### 2017年
- 時間の支配者　（監督、脚本、絵コンテ）

#### 2019年
- サークレット・プリンセス　（オープニング映像監督）
- エガオノダイカ　（オープニング映像監督、オープニング絵コンテ）

#### 2020年
- 異種族レビュアーズ　（絵コンテ）
- 地縛少年花子くん　（オープニング映像監督）

#### 2021年
- WIXOSS DIVA(A)LIVE　（監督、脚本、絵コンテ）
- ジャヒー様はくじけない！　（オープニング映像監督）

#### 2022年
- それでも歩は寄せてくる　（オープニング映像監督）
- 薔薇王の葬列　（絵コンテ）

#### 2023年
- 七つの魔剣が支配する　（監督、脚本、絵コンテ）

#### 2024年
- 魔法使いになれなかった女の子の話。　（監督、絵コンテ）※総監督は渡部高志

#### 2025年
- ネクロノミ子のコズミックホラーショウ　（監督）

### 配信アニメ

#### 2019年
- メギド72 The short animation 長き戦旅の傍らで　（監督）

#### 2020年
- アークナイツ 1周年記念アニメ「Holy Knight Light」　（脚本協力）

### ゲーム

#### 2012年
- 華アワセ　（オープニング映像監督）

#### 2014年
- 幕末Rock　（映像監督）

### テレビ・ラジオ出演等

#### 2024年
- 夕やけホッとTIME【アニメトマツネ！】（2024年～、エフエムひこね）